# Districte de Bayeux
El districte de Bayeux és un districte del departament de Calvados a la Normandia. La capital és la sostprefectura de Bayeux i compta amb els següents cantons:
- Cantó de Balleroy
- Cantó de Bayeux
- Cantó de Caumont-l'Éventé
- Cantó d'Isigny-sur-Mer
- Cantó de Ryes
- Cantó de Trévières